# 広畑自動車学校
株式会社広畑自動車学校（ひろはたじどうしゃがっこう）は、兵庫県姫路市で自動車教習所を運営していた企業。2016年に教習所事業を廃止・閉校した。

## 沿革
- 1963年3月8日 - 設立
- 2016年5月20日 - 閉校
- 2017年3月2日 - 株式会社広畑自動車学校を清算手続き完了により解散[1]。

## コース
教習は全てコース別に行われている。
- 普通自動車科（MT・AT）
  - 固定コース
  - チャレンジコース
  - フリーコース
- 自動二輪車科（MT・AT）
  - 大型二輪コース
  - 普通二輪コース
  - 小型二輪限定コース
- 普通自動車二種科
  - 8日間コース
  - 一般コース
- 審査科
- 随時練習科
- 各種講習
  - 初心運転者講習
  - 高齢者講習
  - 取得時講習
  - 原付講習

## 交通アクセス
- 最寄駅：JR山陽本線はりま勝原駅下車